# 张舜民
張舜民（？—？），字芸叟，自號浮休居士，又号矴斋，邠州（今陕西彬县）人，北宋政治人物。

## 生平
生卒年不詳。娶陳師道之姊為妻，與蘇軾、黄庭坚等友好。治平二年（1065年）进士，为襄乐縣令，元豐中，高遵裕聘他掌機宜文字。反對王安石變法，稱其“裕民所以穷民，强内所以弱内，辟国所以蹙国。”贬监邕州盐米仓，改監郴州酒稅。元佑元年（1086年）授秘阁校理，次年司馬光薦任监察御史。元祐九年（1094年），出使遼國，歸國後爲陝西轉運使，歷知陝、潭、青三州。徽宗时升任右谏议大夫，被贬为楚州团练副使，以集贤殿修撰致仕。著有《畫墁集》，已佚。《永樂大典》輯爲八卷。

## 延伸阅读
[在维基数据编辑]
 在维基文库阅读此作者作品
 《宋史/卷347》，出自脱脱《宋史》